# Naie
Naie (奈井江町, Naie-chō) est un bourg du district de Sorachi, situé dans la sous-préfecture de Sorachi, sur l'île de Hokkaidō, au Japon.

## Géographie

### Démographie
Au 31 mars 2015, la population de Naie s'élevait à 5 795 habitants répartis sur une superficie de 88,19 km2.